# Erdélyi János (költő)
Erdélyi János (Nagykapos, 1814. április 1. – Sárospatak, 1868. január 23.) magyar ügyvéd, költő, kritikus, esztéta, népköltési gyűjtő, tanár, a Magyar Tudományos Akadémia rendes tagja, a Kisfaludy Társaság titkára.

## Életútja
Elszegényedett református kisnemesi származású család sarja. Szülei Erdélyi Mihály (*1770. – †Nagykapos, 1832. november 29.) földműves és Kováts Zsuzsanna (*1769. – †Nagykapos, 1841. szeptember 17.) voltak. Atyja művelt ember lévén, néhány könyvből álló kiskönyvtárt tartott, maga is írogatott vallásos verseket és esténként zsoltárt és népdalokat énekelgetett családja körében, fiát is maga vezette be a tanulásba. Fiát annak hétéves korában beadta a helybeli iskolába, mely progimnáziumként is szolgált és itt különösen a latin nyelvben oly előmenetelt tett, hogy három év múlva (1824) szintaxista lehetett a sárospataki kollégiumban, ahol egész iskolai pályáját végezte, közben két ízben hagyván azt oda, hogy magántanítással kereshessen annyit, amennyire iskolai évei alatt szüksége volt.
1830–1831-ben Szabolcsban Kemecsén Répásy János gyermekei mellett, 1833–1834-ben a felső-zempléni Cselejben cseleji Kolosy József udvarházában tanított és itt tanulta meg a német és francia nyelvek alapját. 1831-ben subscribált (a felső osztályokba lépett); 1832-ben a kollégium falain belől alapított Ifjú-egyesületbe vették be, melynek egyik legmunkásabb tagja lett. Iskoláit 1835-ben végezve, Berzétére (Gömör megye) ment Máriássy Zsigmond fia mellé nevelőnek; e családnál öt évet töltött; időközben, a fiúnak Sárospatakon tanulása alatt, ő a jogot hallgatta és a nyári hónapokban Pesten is tartózkodott. Ez időben lett neve ismeretes az irodalomban és az akadémia dicséretével is találkozott. Az irodalommal foglalkozván, nem feledkezett meg az élet gondjairól. Sárospatakon 1837-ben a jogot is elvégezvén, kitűnő bizonyítvánnyal jött Pestre joggyakorlatra. E lépéssel egy időre megbúsította anyját, aki őt papnak szánta, de ezzel közeledett Pesthez és az irodalomhoz. 1838-ban előbb Máriássy István szolgabíró, majd Korláth László táblai ügyész mellett volt törvénygyakorlaton, utóbb Noszlopy Ignác táblai bíró, és végül mint táblai hites jegyző, Bereznay István ügyvédje volt. Ügyvédi oklevele 1841. március 26-án kelt. Míg ő az ügyvédi diplomáért és az írói névért kellő munkát végzett, egymásután vesztette el testvérét, anyját és apját (1839), úgy, hogy a családból csak maga maradt. De már 1839. november 23-án érdemei jutalmául beválasztották a Magyar Tudományos Akadémia levelező tagjai közé. Erre az időre esik boldog, de rövid házassága Vahot Nellivel, Vahot Imre és Sándor húgával, ki alig egy év alatt meghalt; nemsokára az anya halála után kis lányát is elvesztette. Ekkor dolgozott, legtöbbet és midőn a munkában nem talált enyhülést, tanítványával Máriássy Bélával külföldi útjára indult; külföldi leveleivel leginkább a Regélőt kereste föl és már ekkor foglalkozott a népköltészet gondolatával és határozottabban az esztétikával. Költői neve mellé pedig műbírói elismerés csatlakozik, s e kettős alapon a Kisfaludy Társaság 1842. január 22-én tagjai közé választotta. Itt talált igazi teret magának és itt tűzte ki a népköltészet zászlaját, és különösen midőn 1843-ban titoknoknak választatott, kiváló munkásságot fejtett ki. Időközben Garayval megosztotta a Regélő szerkesztési gondjait, és 1844–1845-ben Máriássy Bélával egy második közép-európai utat tett meg, melyről kiváló útileveleket írogatott a Pesti Divatlapnak (1844–1845) Párizsból és Franciaország déli részéből. Ezen közben mind határozottabban öltött alakot lelkében a magyar népköltészet tanulmányának szükséges volta, s nemcsak dolgozataiban, a Kisfaludy Társasági székfoglalójában, hanem egy külön indítványban is megindította azt a mozgalmat, amely költészetünk megújulásának egyik legjelentékenyebb tényezője volt, t. i. a népies költészet termékeinek összegyűjtését; és midőn a társaság a gyűjtéssel és a kiadással őt bízta meg, lelkesen látott feladatához.
Legkönnyebben össze lehet téveszteni a népköltészetet a nemzetivel. Itt azon alapvonások teszik a különbséget, melyeket akkor vesz föl a népjellem, mikor nemzet lesz a népből. Bárminő szerződések, alkotmány és uralkodási forma íratnak is a nemzet oklevelébe, mindez a nép szellemén nem változtat, hanem csak új vonásokat tesz ahhoz. Így vesz föl némely sajátságot a nemzet külső jelekben is, minő a zászló, címer, színek, öltözet, viselet: de ezek is tagadhatlanul oly formát és jellemet fognak ölteni, melynek első eszméje a néptömeg kedélyéletében gyökerezik. Innen van aztán ama bűbájos ragaszkodás a nemzeti színekhez, zászlókhoz a csatában; innen az öltözet és viselet iránti nem előszeretet, hanem tősgyökeres hajlandóság.

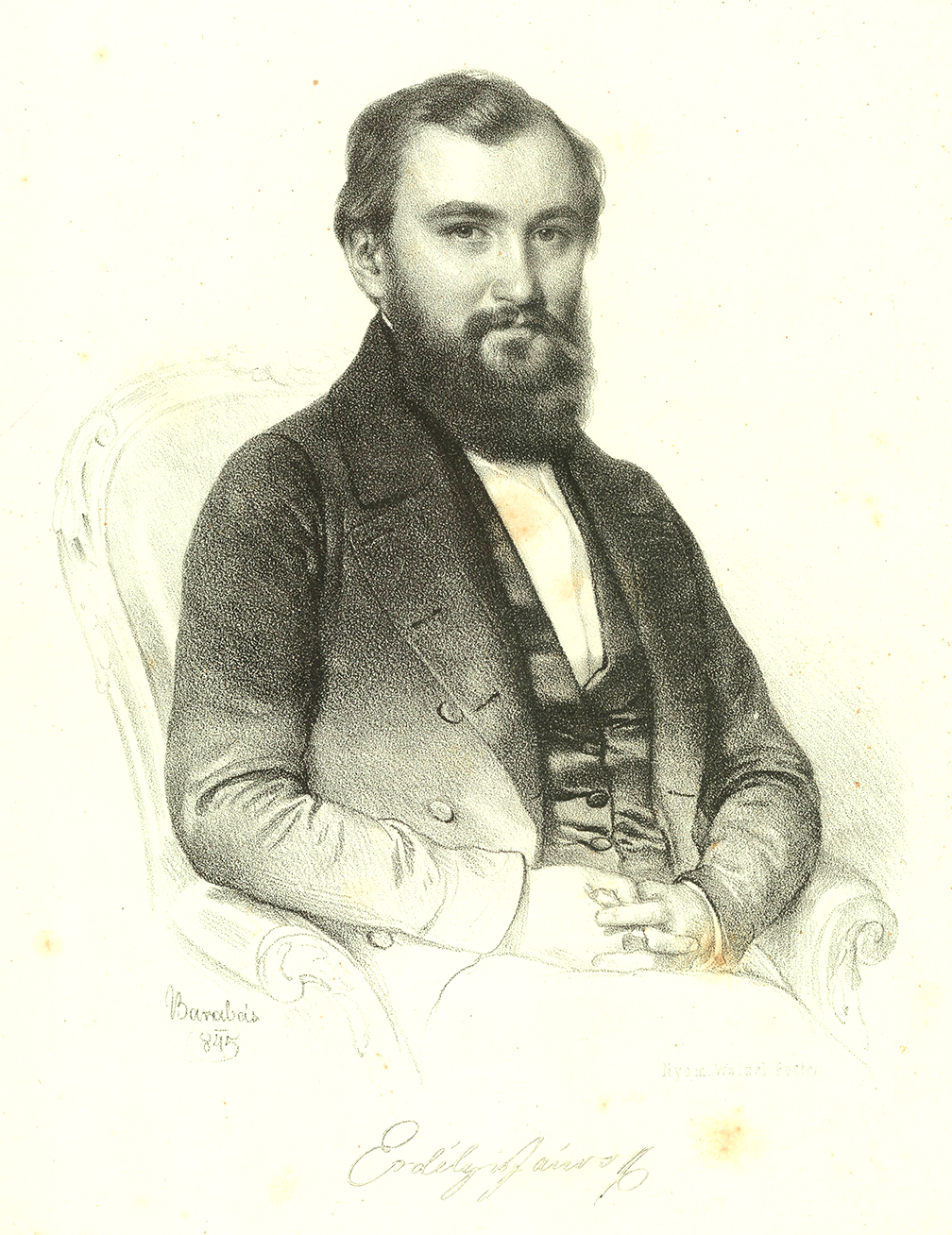
Erdélyi János 1845-ben, Barabás Miklós litográfiája

Eközben a színműírás és színműkritika terére lépett, tagja és jegyzője volt a drámabíráló-bizottságnak. 1848. június 1-étől 1849. július 1-ei lemondásáig a Nemzeti Színház aligazgatója lett, mely pozíciójában képviselte Ráday Gedeon igazgatót távolmaradása és betegsége idején az intézmény élén. A szabadságharc után hosszabb ideig bujdosott ő is. Ez idő alatt alig írt valamit, csak 1850 után kezdett újra dolgozni, s ekkor már nyugalmasabb élet után vágyódott és Sárospatakon, a Szeremley Gábor távozásával megürült filozófiai tanszékre hívták meg. 1851 novemberében elfoglalta állását. Tanári munkásságával, tanításai magas színvonalával, főként az iskola, az ifjúság és társai érdekeinek szerencsés és lelkiismeretes védelmével és a tudományos közszellem emelésével messzire kiható eredményeket ért el és nevét hosszú időre feledhetetlenné tette. Az iskola és egyház tanácskozásaiban, az egyházkerületnek minden ügyében élénken részt vett, és néhány kitűnő barátjával és tanártársával Sárospatakot az elnyomatás idején a Felvidék szellemi központjává emelte. Ő volt 1859-ben a főiskolai Kazinczy-ünnep agitátora és 1860-ban a főiskola alapításának háromszázados ünnepét is ő rendezte.

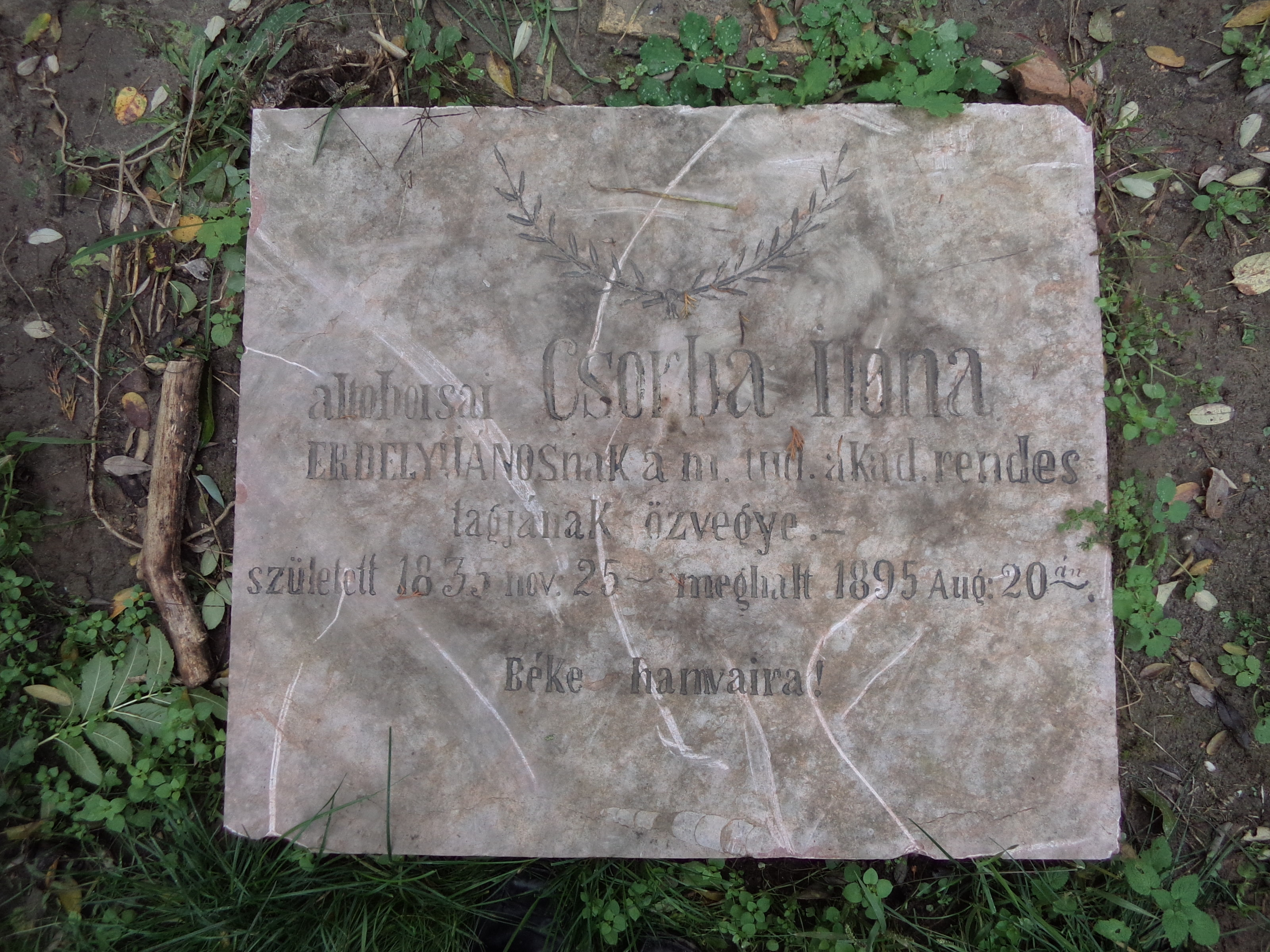
Csorba Ilona sírköve Komáromban

1854-ben vette feleségül Csorba Ilonát, akivel haláláig boldog házasságban élt. A főiskolán előadást tartott filozófiából, szellembölcsészet- és szépészetről 1863-ig, s emellett pedagógiát adott elő. Főiskolai könyvtáros lett és az irodalmi tanszékre helyezték. Az első évben a magyar irodalomtörténet régebbi korát adta elő, azután katedráján kizárólag világirodalommal foglalkozott. Halálakor Greguss Ágost tartotta az emlékbeszédet a Magyar Tudományos Akadémián 1869. április 17-én, Emődy Dániel pedig a halála évfordulóján Sárospatakon rendezett gyászünnepélyen 1869-ben mondott beszédet. Róla nevezték el a főiskola ifjúsági egyesületét.

## Házassága és leszármazottjai
Első felesége a nemesi vachottfalvi Vahot család sarja, vachottfalvi Vahot Kornélia (1817-1842) úrnő volt. Halála után, a második házastársa a nemesi származású alsóborsai Csorba Ilona (1835-1895) úrnő lett. Erdélyi János és Csorba Ilona házasságából született:
- Erdélyi Zoltán (1858-1910), Komárom vármegye árvaszéki ülnöke.[8][9] Első neje, Sándor Sarolta. Második felesége, Ferenczy Irma (1875-1925).[10]
- Erdélyi Pál.
- Erdélyi Ilona.

## Művei
- Pártfogolás, vigj 5 felv. Scribe után francziából ford. Pest, 1840. (Szinműtár I. 9. Először adatott a nemzeti szinházban Pesten 1845. okt. 24.).
- Erdélyi János költeményei. Buda, 1844. (Ism. Honderű.)
- Magyar népköltési gyűjtemény. Népdalok és mondák. A Kisfaludy-társaság megbizásából szerkeszti. Pest, 1846–48. Három kötet. (I. A népdalokhoz előszó, II. Népdalköltészetünkről. Ism. Életképek 1846. Németűl: Ungarische Sagen und Märchen. Aus der Erdélyi'schen Sammlung übersetzt von G. Stier. Berlin, 1850.).
- Szabad hangok. Pest, 1849.
- A velenczei hölgy. Dráma öt felvonásban; Kozma Vazul, Pest, 1851 (Dramaturgiai társalgás cz. előszóval. Először adatott a nemzeti szinházban 1852. ápr. 26. Ism. M. Hirlap).
- Magyar közmondások könyve. A Kisfaludy-társaság megbizásából szerk. Uo. 1851. (A közmondásokról cz. előszóval. Ism. Uj. M. Muzeum. Révész Imre, Budap. Hirlap 1853. 63. 69. 80. 86–87. 93. sz. M. Hirlap 1853. 69. sz.)
- Magyar népmesék. Képes kiadás. Uo. 1855. (Ism. M. Sajtó 1855. 82. sz. Ipolyi).
- Mit várhat a nőtül a ház, haza, egyház? Emlékbeszéd Bónis Pogány Karolina asszony felett Nagyfaluban 1855. decz. 20. Sárospatak, 1856.
- Válogatott magyar népdalok. Képes kiadás. Uo. 1857.
- A hazai bölcsészet jelene. Uo. 1857.
- A sárospataki ref. főiskola háromszázados ünnepe júl. 8. 1860. Emlékkönyvbe foglalta. Uo. 1860. (Többek munkáival együtt.)
- Erdélyi János kisebb prózái. Uo. 1863. Két kötet. (Ism. Greguss Á., Bud. szemle XVIII.)
- A nép költészete. Népdalok, népmesék és közmondások, 1-3.; összeáll. Erdélyi János; Heckenast, Pest, 1869
- Egyetemes irodalomtörténet. Az ókori irodalom története. Pest, 1869. Három füzet. (Ism. Tanügyi Füzetek 1868–69. Ezen czimmel: Az ó-kori irodalom története. Uo. 1871.)
- A költészetről. Tanköltemény 4 énekben, irta Boileau, francziából ford. Bpest, 1885. (Olcsó Könyvtár 184. Előbb a Kisfaludy-Társaság Évlapjaiban IV. 1844)
- A bölcsészet Magyarországon. Uo. 1885. (Filozofiai Irók Tára VI.)
- Pályák és Pálmák. Kiadja a Kisfaludytársaság. Uo. 1886. (Ism. Főv. Lapok 202. sz. Egyetértés 204. Egyet. Philol. Közlöny.)
- Aesthetikai előtanulmányok. Uo. 1888. (Olcsó K. 243. Előbb az Uj M. Múzeum 1854–55. és Szépirod. Figyelő 1860. évf.-ban.)
- Tanulmányok. Kiadja a Kisfaludy-társaság. Uo. 1890. (Ism. Egyet. Philol. Közlöny 1891. P. Napló 1891. 50. sz.)
- Erdélyi János bölcsészeti dolgozatai. A bölcsészet Magyarországon; Franklin, Bp., 1885 (Filozófiai írók tára)
- Szemelvények Erdélyi János kritikáiból és tanulmányaiból. XIX. századi líránk történetéhez; kiad. Erdélyi Pál; Franklin, Bp., 1901 (Jeles írók iskolai tára)
- Szemere Miklós irodalmi hagyatékából. Erdélyi János [et al.] Szemere Miklóshoz intézett levelei; bev., jegyz. Perényi József; Athenaeum, Bp., 1905
- Erdélyi János levelezése. 1.; sajtó alá rend., jegyz. T. Erdélyi Ilona; Akadémiai, Bp., 1960 (A magyar irodalomtörténetírás forrásai)
- Erdélyi János válogatott művei; sajtó alá rend., jegyz. Lukácsy Sándor, bev. Wéber Antal; Szépirodalmi, Bp., 1961 (Magyar klasszikusok)
- Erdélyi János levelezése. 2.; sajtó alá rend., jegyz. T. Erdélyi Ilona; Akadémiai, Bp., 1962 (A magyar irodalomtörténetírás forrásai)
- Filozófiai és esztétikai írások; sajtó alá rend. T. Erdélyi Ilona, jegyz. T. Erdélyi Ilona, Horkay László; Akadémiai, Bp., 1981 (A magyar irodalomtörténetírás forrásai)
- Úti levelek, naplók; vál., szerk., bev. T. Erdélyi Ilona; Gondolat, Bp., 1985
- Erdélyi János válogatott művei; vál., szöveggond., jegyz. T. Erdélyi Ilona; Szépirodalmi, Bp., 1986 (Magyar remekírók)
- Sárospataki füzetek. Évnegyedes folyóirat. Egyház és nevelés, tudomány és irodalom körében; szerk. Erdélyi János, vál., szerk., utószó B. Balsai Jolán; Comenius Tanítóképző Főiskola–Borsod-Abaúj-Zemplén Megyei Levéltár, Sárospatak–Miskolc, 1989
- Nyelvészeti és népköltészeti, népzenei írások; sajtó alá rend. T. Erdélyi Ilona, jegyz. T. Erdélyi Ilona, Szathmári István; Akadémiai, Bp., 1991 (A magyar irodalomtörténetírás forrásai)
- Irodalmi tanulmányok és pályaképek; sajtó alá rend., jegyz. T. Erdélyi Ilona; Akadémiai, Bp., 1991 (A magyar irodalomtörténetírás forrásai)
- Irodalmi, színházi, közéleti írások és beszédek; sajtó alá rend., bev., jegyz. T. Erdélyi Ilona; Mundus, Bp., 2003 (A magyar irodalomtörténetírás forrásai)
- Erdélyi János színművei; sajtó alá rend., jegyz. Váradi Eszter, utószó T. Erdélyi Ilona, Váradi Eszter; PPKE BTK, Piliscsaba, 2006 (Kötelező ritkaságok)
- Erdélyi János költeményeiből válogatott T. Erdélyi Ilona; Pázmány Péter Katolikus Egyetem Bölcsészettudományi Kar, Piliscsaba, 2007
- Erdélyi János összes költeményei; sajtó alá rend. T. Erdélyi Ilona, Ivancsics Evelin, Váradi Eszter, utószó T. Erdélyi Ilona; PPKE BTK, Piliscsaba, 2007 (Kötelező ritkaságok)
- Magyar népmesék; Erdélyi János gyűjtését újramondta Tóth László; Kalligram, Pozsony, 2008
- Erdélyi János válogatott írásai; Apáti Polgári Klub, Nagykapos, 2009
- Úti levelek, naplók, 1844-45; vál., szerk., bev. T. Erdélyi Ilona; Tarandus, Győr, 2012
- "... a népek ajkiról eltanulva...". Válogatás Erdélyi János népköltési gyűjtéséből; vál., összeáll., sajtó alá rend. Demjénné Kovács Erna, bev. T. Erdélyi Ilona; Nemzetstratégiai Kutatóintézet–Méry Ratio–Nagykapos és Vidéke Társulás, Bp.–Somorja–Nagykapos, 2017 (Kárpát-haza könyvek)

Szerkesztette Pesten: a Regélő Pesti Divatlapot 1842. január 1-jétől augusztus 7-ig Garay Jánossal együtt; a Kisfaludy Társaság által kiadott Szépirodalmi Szemlét 1847. január 3-tól december 28-ig; a Respublicát 1849. június 17-től július 9.-ig és a Sárospataki Füzeteket 1857 júliustól, midőn a folyóiratot alapította, 1859 végeig; azután ismét 1864-ben és 1866-ban. Kiadta többekkel együtt az Ujabb Nemzeti Könyvtárt Pesten 1852–53-ban.
Versei, könyvbírálatai, beszélyei, történeti, aesthetikai, irodalomtörténeti és bölcseleti cikkei a következő folyóiratokban és lapokban jelentek meg: Parthenon (1834. Dezse cz. költ.), Rajzolatok (1835. költ. 1837. Bezerédy Gergely versei, A jövevény, népmonda,) Auróra (1836–38. költ.), Hajnal (1836–37. költ.), Athenaeum (1837–40. költ. O és Ujkor, A XIX. század emberei, Magyar nemzeti ünnep, 1841. költ.), Részvét Gyöngyei (1838. költ.), Emlény (1838–42. költ.) Honművész (1838. költ.), Budapesti Árvizkönyv (1839. költ.), Társalkodó (1840. Emlék Katona Józssefre, 1841. költ.), Nemzeti Almanach (1841–42. 1846–47. költ.), Regélő (1842. Az idegennő, elb., Látogatás Kazinczy sírjánál, Lavotta életrajza, Látogatás Stanhope kisasszonynál, Emberpiacz, Lamartine keleti utazásából, Emberbarátokhoz, Az Emlény birálata és költ., 1844. Történeteink költőisége, A szinésznő, elb., Felhivás a nevelés ügyében, Titoknoki jelentés a Kisf.-Társ. 1843–44. működéséről, Egy arab biró itélete, Párviadal sötétben, elb., Külföldi levelek, Levelek Ottiliához), Kisfaludy-Társaság Évlapjai (III. 1842. költ. IV. 1844. A népköltészetről, székfoglaló, u. ez: kisebb Próz. I., A magyar népdal költészetről, u. ez: Kis. Próz. I., VI. 1846. Töredékek a magyar népdal költészethez, Bevezető beszéd Szigligeti Eduardhoz, Uj F. VII. költ.), Életképek (1843. költ. 1845. költ. és Irodalmunk terjesztése ügyében, 1846. költ. és Chambery és vidéke, Házi rajz, Robertson nyelvtanítási módszere), Irodalmi Őr (1845. Vörösmarty minden munkáinak birálata, u. ez: Pályák és Pálmák 1886., A Nemzeti Szinműtár birálata), Pesti Hirlap (1845. 530. sz. A magyarországi és erdélyi egyetemes sajtó munkálatai 1844-ben), Budapesti Hiradó (1846. Kisfaludy Károly, u. ez: Pályák és Pálmák 1886.). Jelenkor (1846. Könyvészeti statisztika 1845-ből), Pesti Divatlap (1846. Az ügyvéd, beszély és Czakó Leonájának birálata 1847. költ.), Szépirodalmi Szemle (1847. Uj drámairók, költők, közönség, Emlékbeszéd Vajda Péter felett, Egyéni és eszményi, u. ez: Kis. Próz. I., A három divatlapról, Valami a romanticzizmusról, Emlékezés Kis János felett, Berzsenyi Dániel Minden munkáinak birálata, u. ez: Pályák és Pálmák, Tompa Mihály, Népregék és mondák birálata, u. ez: P. és P. 1886.), Pesti Röpivek (1850. költ.), Nagy-Enyedi Album (1851. költ.), Remény (1851. költ.), Losonczi Phönix (1851. költ.), Hölgyfutár (1850. II. 76. sz. Ida, beszély, 1860. költ.), Pesti Napló (1851. Népköltészetünk a külföldön, u. ez: Kis. Pr. I., Gyűjtsük a hazai szokásokat, Csengery, M. Szónokok és Statusférfiak birálata, Losonczi Phönix bir., A Hazatértek dráma ügyében, Rachel, 1854. Czuczor Gergely, u. ez: P. és P., A reál szó magyarítása, Mikes Kelemen, u. ez. P. és P., Néhány szó az irodalom érdekében, 1855. Egy századnegyed a magyar szépirodalomból u. ez: K. Próz. II., 1856. II. Arany János kisebb költeményeinek birálata, u. ez: P. és P., Klassikai és regényes, 1857. II. Szontagh M. Pantheonáról, I. II. 1858. II. Én, a forma és a próza, 1862. I. Tóth L., Vahot emlékezete bir.), Hangok a Multból (Lipcse 1851. költ), Budapesti Viszhang (1852. költ.), Értesítő (1852. Irodalmi levelek, Egressy B. életrajza, 1842-ben irva), Szépirodalmi Lapok (1853. költ. és A népköltészet körül, u. ez: K. Pr. I., Kemenesi czimbalom birálata), Divatcsarnok (1853. Garay emlékezete és költ. 1854. költ. és Petőfi, u. ez: P. és P.), Falusi Esték (1853–54. Sokrates), Délibáb (1853. 1855. 1857. költ.), Müller Gyula Nagy Naptára (1854–56. költ.); Vasárnapi Ujság (1853. költ. 1855. Gyöngyök a világtörténetből), Uj M. Múzeum (1854. Horváth Cyrill, 1855. Aesthetikai tanulmányok), M. Nép Könyvtára (1854.) és M. Nép Könyve (1855. költ.), M. Sajtó (1856. 22. sz. Emlékbeszéd Bónis Pogány Karolina felett, 1857. Jegyzetek Barzó F. czikkére, 1881. költ.), Sárospataki Füzetek (1857. I. Előszó, Irodalmi levelezés. Kazinczy levelei Somossy Jánoshoz, M. prot. egyháztört. kútfők, Majoros András emlékezete, Apáti Miklós bölcsész, Szepsi Csombor Márton, Gelei István levele, A hazai bölcsészet történetéhez, 1858. Bayer János, Szikszói emlékirat, 1859. Apáczai Csere János, 1861. Pro memoria, 1863. Brassai S. úrnak, Magyar népdallamok és reform. szent énekek, 1864. A bölcsészet Magyarországon Mátyás korában, Lajcsák Ferencz püspök körlevele, Egyházi és iskolai régiségek, Református énekeskönyv és énekügy, Felfalusi József, 1865. Ruszkai Dobó Ferencz végrendelete. 1865. Gérusez: Histoire de la littérature française, Ereklyék Kazinczy Ferencz után), Bud. Szemle (III. VI. 1857. 1859. V. VI. Feze, Legujabb magyar lyra, XV. 1862. Verulami Baco, 1864. A középkori franczia irodalom, 1865. Franczia renaissance irodalom, 1873. 1881. költ.), Napkelet (1857. költ.), Sárosy, Az én Albumom (1857), Szépirodalmi Közlöny (1858. Egy székely ballada, u. ez: Kis. Pr. I.). Magyarország (1862. 197–201. sz., Az Ember Tragédiája bir., u. ez: P. és P., 1867. 20. sz. Zajzoni), Ország (1863. A legujabb magyar Iyra.), Koszorú (1863–64. költ.), Fővárosi Lapok (1868. 1871–72. költ. 1871. Naplójegyzetek 1850-ből), Athenaeum (1873) és munkatársa volt az Egyetemes M. Enyclopaediának.
Levelei: Szemere Miklóshoz, Pomáz, 1850. okt. 24. és Sárospatak 1859. nov. 24. (Zemplén 1881. 43. sz. 1883. 16. sz.), Lehoczky Tivadarhoz, Sárospatak, 1864. jan. 18. (Felvidék 1864.) és Sárosyhoz (Sárosy-Album 1889).
Álnevei és jegyei: Cselejfi és Szerednyei (Társalkodó 1839.), Mike (Regélő P. Divatlap), Ember Pál (R. P. Div. és P. Napló). Egy tanár (P. Napló); E, (E-), (Regélő 1842–1846), (E-i), (x-y) (Életképek 1845–46.), _, (P. Hirlapban az irodalmi rovatban), E. J., (Hölgyfutár 1851. és a Sárospataki Füzetek), E. P. (P. Napló 1851 és Értesítő 1852.) Hátrahagyott kéziratai az Erdélyi-Tár: levelezése 6 kötet, dolgozatai 18 kötet, népköltési gyűjtemény 4 kötet, költeményei 2 kötet, vegyes apróságok 6 kötet, fiának dr. Erdélyi Pálnak birtokában. Ezen gyűjteményben van két eredeti szindarabja is: Két királyné dr. 5 felv., Nápolyi Endre trag. 5 felv. és Molière Fösvénye.

## Róla írták, szakirodalom
- Dengi János: Erdélyi János és Greguss Ágost életrajza; Stampfel, Pozsony–Bp., 1885 (Magyar Helikon)
- Emléklapok Erdélyi János nagykaposi emléktáblájának leleplezése alkalmából; Steinfeld Ny., Sárospatak, 1894
- Beöthy Zsolt. Arany János / Erdélyi János; Lampel, Bp., 1911 (Magyar könyvtár; Írói arcképek)
- Minay Lajos: Erdélyi János, 1814–1868; Lampel, Bp., 1914
- Bartók György: Erdélyi János gondolkozása. Adalék a magyar gondolkozás történetéhez; Stief Ny., Kolozsvár, 1915
- Gulyás József: Erdélyi János két kéziratban lévő drámája; Főisk. Ny., Sárospatak, 1917
- K. Posonyi Erzsébet: Erdélyi János és a népköltészet; Egyetemi Ny., Bp., 1927
- Schöner Magda: Erdélyi János élete és művei; Műegyetem Ny., Bp., 1931
- Nagy kurátorok. Fáy András, báró Vay Miklós et al. / Kiváló református tanárok: Tatay András, Erdélyi János; Kálvin Ny., Oradea, 1937 (Református könyvtár)
- Haraszthy Gyula: Erdélyi János irodalomszemlélete; Pallas, Bp., 1940 (Irodalomtörténeti füzetek)
- Szigethy József: Erdélyi János; Franklin Ny., Bp., 1942
- Ortutay Gyula: Erdélyi János. Vázlat egy arcképhez; Stephaneum Ny., Bp., 1943
- Hoppál Mihály: Erdélyi János és a magyar folklór; s.n., Bp., 1981
- T. Erdélyi Ilona: Erdélyi János; Akadémiai, Bp., 1981 (A múlt magyar tudósai)
- Erdélyi János emlékezete. Megjelent az író születésének 175. évfordulójára; összeáll. Géczi Lajos; Csemadok Központi Bizottsága, Bratislava, 1989 (Közművelődési kiskönyvtár)
- Kriza János 1811–1875, Erdélyi János 1814–1868, Ipolyi Arnold 1823–1886, Kandra Kabos 1843–1905; szerk. Ujváry Zoltán; Debreceni Egyetem, Debrecen, 2004 (Néprajz egyetemi hallgatóknak)
- T. Erdélyi Ilona: Erdélyi János, 1814–1868; Kalligram, Pozsony, 2015 (Magyarok emlékezete)
- Erdélyi János-emlékkonferencia. 2014. november 6.; MMA, Bp., 2016 (A Magyar Művészeti Akadémia konferenciafüzetei)